# Communauté de communes Gorges Causses Cévennes
La Communauté de communes Gorges Causses Cévennes est, à partir du 1er janvier 2017, une communauté de communes française située dans le département de la Lozère, en région Occitanie.

## Historique
Cette communauté de communes naît de la fusion, le 1er janvier 2017, de la communauté de communes des Gorges du Tarn et des Grands Causses, de la communauté de communes Florac Sud Lozère et de la communauté de communes de la Vallée de la Jonte. Son siège est fixé à Florac Trois Rivières.
À la même date, les communes de Montbrun, Quézac et Sainte-Enimie fusionnent pour constituer la commune nouvelle de Gorges du Tarn Causses.

## Territoire communautaire

### Composition
La communauté de communes est composée des 17 communes suivantes :

| Nom                           | Code Insee | Gentilé         | Superficie (km2) | Population (dernière pop. légale) | Densité (hab./km2) |
| ----------------------------- | ---------- | --------------- | ---------------- | --------------------------------- | ------------------ |
| Florac Trois Rivières (siège) | 48061      |                 | 48,39            | 2 111 (2022)                      | 44                 |
| Barre-des-Cévennes            | 48019      | Barrois         | 34,29            | 200 (2022)                        | 5,8                |
| Bédouès-Cocurès               | 48050      |                 | 30,35            | 448 (2022)                        | 15                 |
| Les Bondons                   | 48028      | Bondoniens      | 45,54            | 141 (2022)                        | 3,1                |
| Cans et Cévennes              | 48166      |                 | 43,81            | 288 (2022)                        | 6,6                |
| Cassagnas                     | 48036      | Cassagnais      | 35,19            | 125 (2022)                        | 3,6                |
| Fraissinet-de-Fourques        | 48065      | Fraissinetais   | 24,3             | 82 (2022)                         | 3,4                |
| Gatuzières                    | 48069      | Gatuziérois     | 29,4             | 52 (2022)                         | 1,8                |
| Gorges du Tarn Causses        | 48146      |                 | 144,22           | 901 (2022)                        | 6,2                |
| Hures-la-Parade               | 48074      | Huriens         | 88,59            | 232 (2022)                        | 2,6                |
| Ispagnac                      | 48075      | Ispagnacois     | 53,71            | 897 (2022)                        | 17                 |
| La Malène                     | 48088      | Malénais        | 40,68            | 131 (2022)                        | 3,2                |
| Mas-Saint-Chély               | 48141      | Mas-Chélyens    | 56,81            | 102 (2022)                        | 1,8                |
| Meyrueis                      | 48096      | Meyrueisiens    | 104,68           | 778 (2022)                        | 7,4                |
| Rousses                       | 48130      | Roussois        | 22,38            | 119 (2022)                        | 5,3                |
| Saint-Pierre-des-Tripiers     | 48176      | Saint-Pierriers | 34,74            | 96 (2022)                         | 2,8                |
| Vebron                        | 48193      | Vebronnais      | 69,66            | 225 (2022)                        | 3,2                |

### Démographie
| 1968  | 1975  | 1982  | 1990  | 1999  | 2010  | 2015  | 2021  |
| ----- | ----- | ----- | ----- | ----- | ----- | ----- | ----- |
| 6 608 | 6 445 | 6 429 | 6 365 | 6 709 | 7 035 | 7 076 | 6 907 |

## Administration

### Siège
Le siège de la communauté de communes est situé à Florac Trois Rivières.

### Les élus
À la suite du renouvellement des conseils municipaux, en mars 2020, le conseil communautaire de la communauté de communes Gorges Causses Cévennes se compose de 35 membres représentant chacune des communes membres et élus pour une durée de six ans.
Ils sont répartis comme suit :
| Nombre de délégués | Communes |
| ------------------ | --- |
| 9                  | Florac Trois Rivières |
| 4                  | Gorges du Tarn Causses, Ispagnac, Meyrueis |
| 2                  | Bédouès-Cocurès |
| 1                  | Barre-des-Cévennes, Les Bondons, Cans et Cévennes, Cassagnas, Fraissinet-de-Fourques, Gatuzières, Hures-la-Parade, La Malène, Mas-Saint-Chély, Rousses, Saint-Pierre-des-Tripiers, Vebron |

### Présidence
| Période                                  | Période                       | Identité      | Étiquette | Qualité                             |
| ---------------------------------------- | ----------------------------- | ------------- | --------- | ----------------------------------- |
| 2017                                     | En cours (au 24 juillet 2020) | Henri Couderc | PS        | maire de Cans et Cévennes (2016 → ) |
| Les données manquantes sont à compléter. |                               |               |           |                                     |

### Régime fiscal et budget
Le régime fiscal de la communauté de communes est la fiscalité professionnelle unique (FPU).